# Edu Ramos
Eduardo „Edu“ Ramos Gómez (* 17. Februar 1992 in Churriana, Málaga) ist ein spanischer Fußballspieler.

## Karriere
Ramos begann seine Karriere in seiner Heimatstadt beim FC Málaga. Nachdem er zuvor für die B-Mannschaft in der Tercera División gespielt hatte, debütierte er im Oktober 2009 gegen Deportivo Xerez in der Primera División. Im Januar 2011 wurde er an den Drittligisten CD Leganés verliehen.
Im Sommer 2011 wechselte Ramos zur viertklassigen Drittmannschaft des FC Villarreal. Im Februar 2012 spielte er gegen den FC Barcelona B erstmals für die Zweitmannschaft in der Segunda División. Mit Villarreal B musste er aufgrund des Abstiegs der Hauptmannschaft in die Segunda División B absteigen. Im Dezember 2013 debütierte er für die Profis, die inzwischen wieder in die Primera División aufgestiegen waren. Zu Saisonende hatte er drei Einsätze in der höchsten spanischen Spielklasse zu Buche stehen.
Zur Saison 2014/15 wechselte Ramos zum Zweitligaaufsteiger Albacete Balompié. Mit Albacete musste er in der Saison 2015/16 in die Segunda División B absteigen.
Im Juli 2016 schloss Ramos sich dem Zweitligisten FC Córdoba an, bei dem er einen Zweijahresvertrag erhielt.